# Gahania karooensis
Gahania karooensis là một loài bọ cánh cứng trong họ Cerambycidae.